# جو انگل‌برگر
جوزف (جو) اف. انگل‌برگر (به انگلیسی: Joseph Engelberger) مهندس و مؤسس اولین شرکت رباتیک (تأسیس ۱۹۵۶) است که به عنوان پدر علم روباتیک شناخته می‌شود. انگلبرگر به همراه جورج دوول اولین ربات صنعتی آمریکا را اختراع کردند. وی مدارک لیسانس و فوق لیسانس خود را در سال‌های ۱۹۴۶ و ۱۹۴۹ از دانشگاه کلمبیا دریافت کرد. جو انگلبرگر با بسیاری از کمپانی‌های برجستهٔ آمریکایی همکاری داشته‌است.
انگلبرگر فعالیت‌های خود را بر روی سیستم‌های موبایل و ربات‌های با احساس (برای برقراری ارتباط با انسان و سرویس دهی به او) متمرکز کرده‌است. روبات HelpMate از کارهای اخیر وی است که در بسیاری از بیمارستان‌ها در سراسر دنیا مورد استفاده قرار می‌گیرد. یکی از اهداف وی در استفاده از روبات‌ها کمک به سالمندان است.

## افتخارات
در سال ۱۹۸۴ جو انگلبرگر در آکادمی ملی مهندسی انتخاب شد. وی همچنین جایزهٔ پیشرفت انجمن مهندسان سازنده را از آن خود کرد. جایزهٔ لیوناردو داوینچی از طرف جامعهٔ مهندسین مکانیک آمریکا به وی تعلق گرفت. جایزهٔ ۱۹۹۷ ماشینیست آمریکا- جایزهٔ مک کنی از طرف دانشگاه لیورول- مدال اگلستون از دانشگاه کلمبیا- جایزهٔ ۱۹۹۷ بکمن به خاطر پیشگامی و ابتکار در تحقیقات اتوماسیون- جایزهٔ ۱۹۹۷ ژاپن- بالاترین نشان افتخار تکنولوژی ژاپن برای برقراری صنعت رباتیک از دیگر افتخارات وی هستند.